# A Predator's Portrait
A Predator's Portrait är det svenska metalbandet Soilworks tredje studioalbum, utgivet 2001.

## Låtlista
1. "Bastard Chain" - 4:02
2. "Like the Average Stalker" - 4:31
3. "Needlefeast" - 4:06
4. "Neurotica Rampage" - 4:45
5. "The Analyst" - 4:42
6. "Grand Failure Anthem" - 5:21
7. "Structure Divine" - 4:06
8. "Shadowchild" - 4:39
9. "Final Fatal Force" - 5:00
10. "A Predator's Portrait" - 4:31
11. "Asylum Dance" (bonusspår på den japanska utgåvan)